# 泉南高速道路
泉南高速道路（泉州-南寧高速道路）（せんなんこうそくどうろ、簡体字: 泉南高速公路（泉州-南宁高速公路））は、中華人民共和国の国家高速道路網を構成する、全長1635kmの高速道路である。福建省泉州市と広西チワン族自治区南寧市を結ぶ。路線番号はG72。2015年1月16日に全線開通。泉南高速道路のうち、桂林市と柳州市を結ぶ部分は、特に桂林高速道路（中国語: 桂柳高速公路）と呼称される。